# Cesare Albicini
Cesare Albicini (Forlì, 27 aprile 1825 – Bologna, 28 luglio 1891) è stato un giurista, patriota e politico italiano.

## Biografia
Si laureò in diritto a Bologna, nel 1859 fu membro della giunta provvisoria di Forlì, quindi deputato nell'Assemblea delle Romagne e ministro della Pubblica istruzione delle Legazioni. Nel governo Farini fece parte della commissione legislativa per l'assimilazione delle leggi pontificie a quelle sarde e fu anche ministro delle Finanze nel Governo provvisorio dell'Emilia nel 1860.
È stato deputato del Regno di Sardegna nel 1860 e deputato del Regno d'Italia dal 1861 al 1865.
Dopo il plebiscito insegnò diritto pubblico e costituzionale a Bologna, dove resse anche l'università, fu consigliere e assessore facente funzioni di sindaco negli anni 1873-1874.
Di vasta cultura, fondò con Giovanni Gozzadini la Deputazione di storia patria per le province di Romagna, di cui fu segretario per dieci anni succedendo a Giosuè Carducci. Diresse la «Rivista bolognese».
Albicini e la "scuola" bolognese di diritto costituzionale sono importanti soprattutto per quanto riguarda il ruolo delle riviste giuridiche nella storia del pensiero giuridico moderno. 
È sepolto alla Certosa di Bologna.